# Скриточуб гірський
Скриточу́б гірський (Phylloscopus burkii) — вид горобцеподібних птахів родини вівчарикових (Phylloscopidae). Мешкає в Гімалаях. Раніше цей вид відносили до роду Скриточуб (Seicercus), однак за результатами молекулярно-філогенетичного дослідження, опублікованого у 2018 році, його було переведено до роду Вівчарик (Phylloscopus).

## Опис

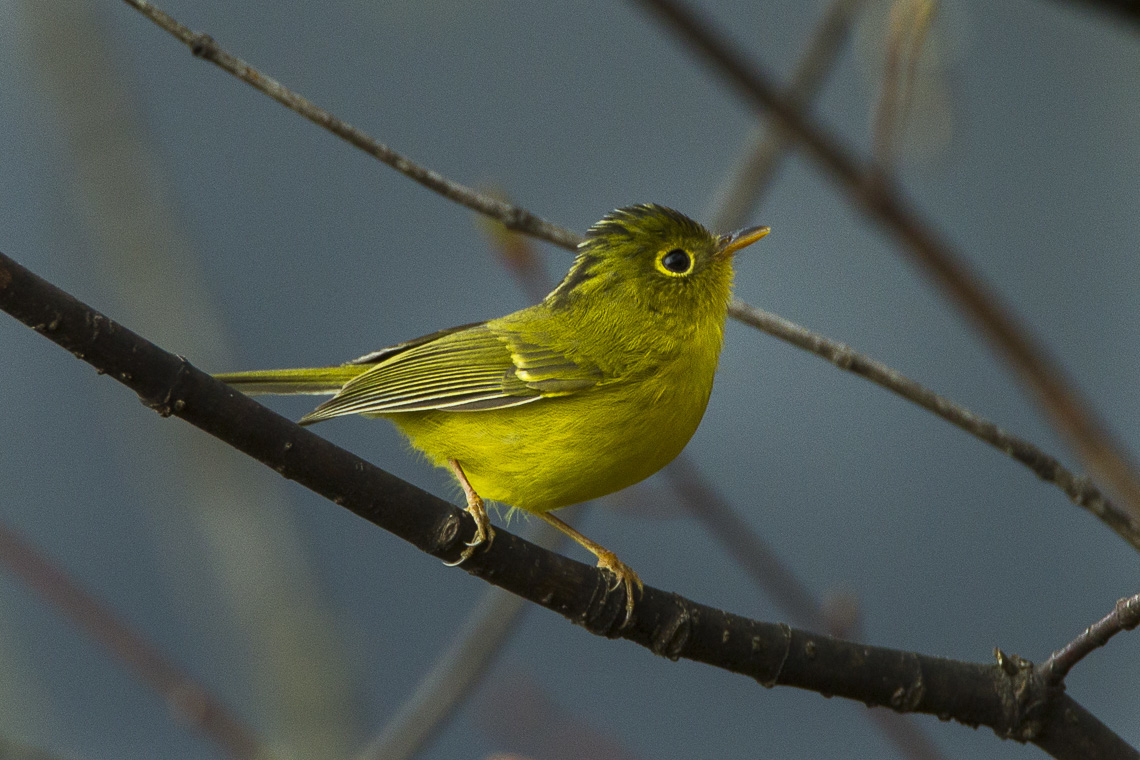
Гірський скриточуб

Довжина птаха становить 11-12 см. Верхня частина тіла зелена, нижня частина тіла жовта. Голова переважно зелена, обличчя жовтувато-зелене, скроні темні. Навколо очей жовті кільця. 

## Поширення і екологія
Гірські скриточуби гніздяться в Гімалаях, в Пакистані, Індії, Непалі, Бутані і Китаї. Взимку вони мігруть на південь, на рівнини центральної Індії і заходу Бангладеш. у 193 році бродячого гірського скриточуба спостерігали на Шрі-Ланці. Гірські скриточуби живуть в густому підліску хвойних, широколистяних і вічнозелених гірських лісів, на висоті від 1000 до 3800 м над рівнем моря. Вони зимують в рідколіссях, на висоті до 250 м над рівнем моря. Живляться комахами. Часто приєднуються до змішаних зграй птахів